# كورا (أفاتار)
كورا (寇柆 كولا) هي الشخصية الرئيسية في مسلسل الرسوم المتحركة من نكلوديون أسطورة كورا (المسلسل الذي يلي آفاتار: أسطورة أنج) والذي يحكي عن الأفاتار كورا التالية لآنغ لحفظ السلام والتناغم والتوازن في العالم. ابتكر الشخصية مايكل دانتي ديمارتينو و‌براين كونيزكو وأداها صوتيًا جانيت فارني.

## وصلات خارجية
- كورا في موقع نكلوديون
- كورا في قاعدة بيانات الأفلام على الإنترنت